# USS Chung-Hoon (DDG-93)
O USS Chung-Hoo é um destroyer da classe Arleigh Burke pertencente a Marinha de Guerra dos Estados Unidos. No serviço ativo desde 2004, atualmente está ancorado na base naval de Pearl Harbor, no Havaí.